# Олійник Борис Степанович
Бори́с Степа́нович Олі́йник (23 червня 1934, Божиківці, Деражнянський район, Хмельницька область, Українська РСР, СРСР — 1 жовтня 1999, Київ, Україна) — український громадський і політичний діяч, заслужений працівник транспорту України. Кандидат у члени ЦК КПУ в 1981—1990 роках. Депутат Верховної Ради УРСР 10—11-го скликань. Народний депутат України 1-го скликання. З 1980 по 1999 рік очолював Південно-Західну залізницю, у 1991—1993 — президент Укрзалізниці.

## Життєпис
Народився в селі Божиківці, Деражнянського району Хмельницької області в українській родині вчителя.
Закінчив Дніпропетровський інститут інженерів залізничного транспорту та отримав фах інженера шляхів сполучення.
З 1957 року — черговий станції Могилів-Подільський ОдКЗ.
З 1958 року — начальник станцій Сулятицька, Гречани, начальник відділу руху, заступник начальника Жмеринського відділку ОдКЗ. З 1965 року — начальник Гайворонського відділку ОдКЗ. З грудня 1966 року — начальник Конотопського відділку ПЗЗ.
У травні 1976 — січні 1979 року — головний інженер, заступник начальника Південно-Західної залізниці.
У січні 1979 — 1980 року — 1-й заступник начальника Південно-Західної залізниці.
У вересні 1980 — жовтні 1999 року — начальник Південно-Західної залізниці.
У 1991 — лютому 1993 року — президент Державної адміністрації залізничного транспорту України.
Коли у грудні 1991 року була створена Державна адміністрація залізничного транспорту України (Укрзалізниця), першим президентом її став Борис Степанович Олійник, який поєднував обов'язки начальника Південно-Західної залізниці. Керував Борис Степанович Укрзалізницею до 9 серпня 1993 року.

## Родина
Був одружений, двоє дітей.

## Політична діяльність
Член КПРС 1957—1991. Депутат Верховної Ради УРСР X та XI скликань у 1981 — 1990 р.
4 березня 1990 обраний Народним депутатом України (XII скликання), 1-й тур 70.68 % голосів, 2 претенденти.
Був висунутий кандидатом у народні депутати трудовими колективами Жмеринського вагонного депо, локомотивного депо, вагоноремонтного заводу ім. Першого Травня, залізничної станції Жмеринка, лікарні Жмеринського відділення ПЗ залізниці, Жмеринської дистанції колії, дирекції по обслуговуванню пасажирів, колгоспів «Ленінський шлях» с. Потоків та ім. Димітрова с. Сербиновець.
Член Комісії ВР України з питань розвитку базових галузей народного господарства.
Кандидат у Народні депутати України Верховної Ради XIII скликання, висунутий трудовим колективом. 1-й тур — 26,67 % 3-тє місце з 5-ти претендентів.

## Вбивство
Застрелений 1 жовтня 1999 приблизно о 19 год. 45 хв. біля своєї київської квартири по вул. Олеся Гончара, двома кулями. Разом з Б. С. Олійником застрелений його водій, який знаходився поруч.

## Вшанування пам'яті
21 жовтня 2000 станція Дроздівка, що на Чернігівщині, була перейменована на станцію імені Бориса Олійника та освячена згідно з православним звичаєм.
На станції ім. Петра Кривоноса було створено сквер, проект якого належить доценту Київського інституту житлово-комунального господарства В. В. Пушкарю. Тут будуть рости ялини, туї, липи, горобини, берези.
Окрім того на честь першого в історії України очільника залізниці у Конотопі було названо вулицю.
З початку грудня 2001 року на станції Деражня, Жмеринської дирекції залізничних перевезень відкрито музей Південно-Західної залізниці та Бориса Степановича Олійника. Рішення про створення музею прийнято керівництвом Південно-Західної дороги спільно з Деражнянською райдержадміністрацією.
Окрема експозиція присвячена Борису Олійнику В музеї представлені його особисті речі, фотографії, документи. Одна з вулиць в Деражні тепер носить ім'я Бориса Олійника.
Також у місті Жмеринка є вулиця названа на честь Бориса Олійника.